# 1227 dans les croisades
Cette page regroupe les évènements concernant les Croisades qui sont survenus en 1227 :
- début de l'année : Frédéric II envoie un contingent qui prend Sidon au sultan de Damas[1].
- 18 mars : mort du pape Honorius III[2].
- avril : le concile de Narbonne confirme les excommunications de Raymond VII de Toulouse, de Roger-Bernard II de Foix et de Raimond II Trencavel[2].
- été : siège et prise de Labécède[2].
- 28 septembre : le pape Grégoire IX excommunie l'empereur Frédéric II, lui reprochant de ne pas être parti en Croisade[1].
- 12 novembre : mort de Malik al-Mu'azzam Musa, sultan de Damas. An-Nasir Dâ'ûd lui succède[1].